# Hegesiboulos-Maler

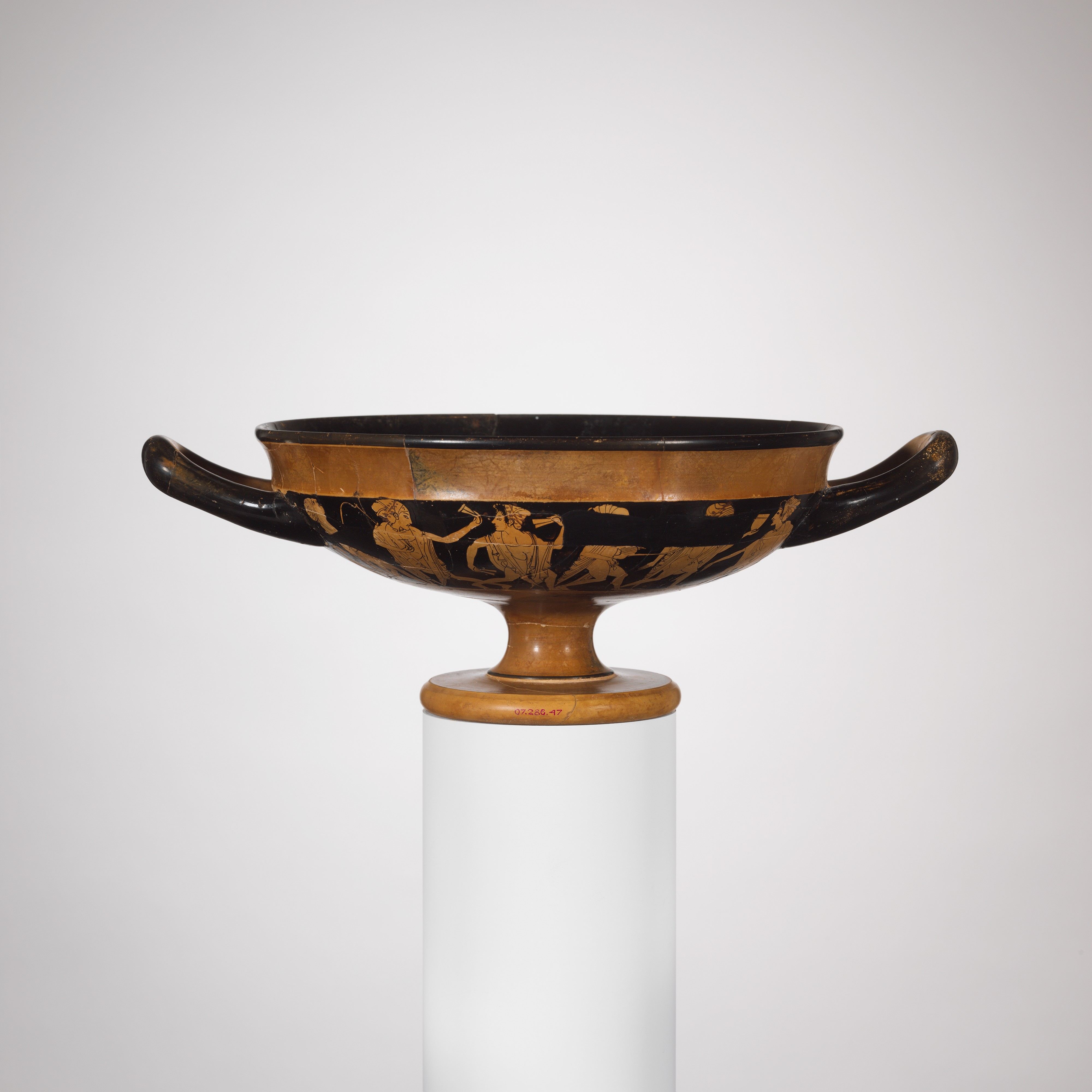
Schale, New York, Metropolitan Museum of Art 07.286.47, Außenseite

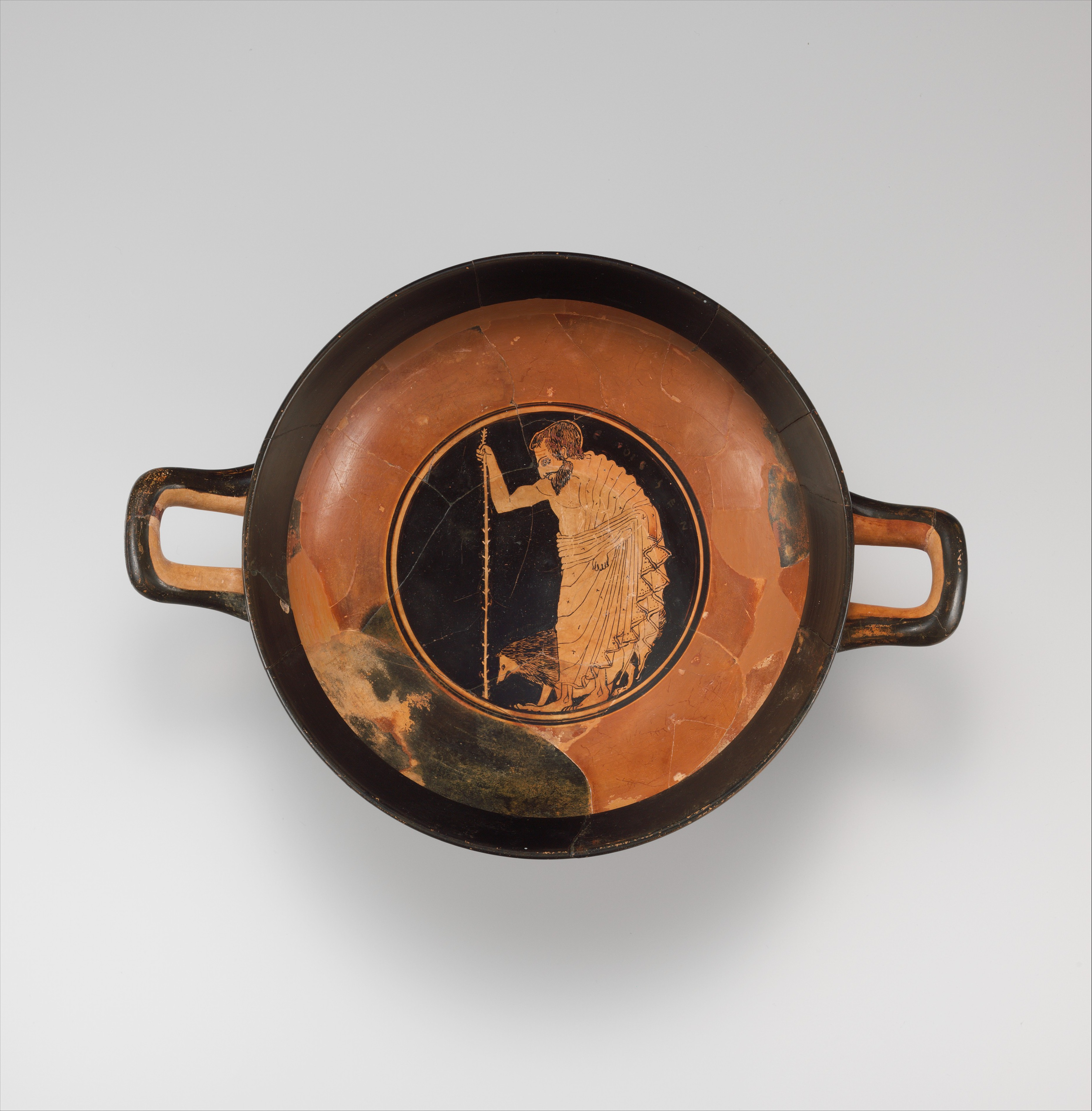
Schale, New York, Metropolitan Museum of Art 07.286.47, Innenseite

Der Hegesiboulos-Maler war ein antiker griechischer Vasenmaler des rotfigurigen Stils, tätig um 500 v. Chr. in Athen.
Seinen Namen erhielt er nach einer Schale in New York, Metropolitan Museum of Art 07.286.47, die vom Töpfer Hegesiboulos signiert ist. Sie zeigt im Innenbild einen alten Mann mit Hund, außen Symposion und Komos. Ihm wurde von John D. Beazley noch das Fragment einer Olpe von der Athener Akropolis zugeschrieben, das ein Symposium darstellt.
Ferner wurden dem Maler einige wenige weitere Stücke zugeschrieben:
- Fragment einer Schale, Basel, Sammlung Herbert A. Cahn HC 680[3]
- Fragment einer Schale, Grosseto, Museo Archeologico della Maremma R 22559, aus Roselle[4]
- Schale, München, Kunsthandel[5]